# Magdalena Richter
Magdalena Richter (* 7. Juli 1992 in Lüdinghausen) ist eine ehemalige deutsche Fußballspielerin.

## Karriere
Richter erlernte das Fußballspielen beim SC Union 08 Lüdinghausen, bei dem sie bis zur D-Jugend gemeinsam mit männlichen Junioren spielte. Nach zwei Jahren in der C-Jugend von Fortuna Seppenrade folgte der Wechsel zur DJK Eintracht Coesfeld, wo sie zunächst für die B-Juniorinnen und später für die Frauenmannschaft in der Regionalliga West auflief.
Im Sommer 2013 wechselte Richter zum Westfalenligist DJK-VfL Billerbeck und schloss sich ein Jahr später dem damaligen Zweitligisten VfL Bochum an, für den sie in der Saison 2014/15 in 21 Ligaspielen zum Einsatz kam und dabei sieben Treffer erzielte. Nachdem Bochum seine Mannschaft aus der Bundesliga zurückgezogen hatte, unterschrieb Richter zur Saison 2015/16 beim FSV Gütersloh 2009. Dort avancierte sie ebenfalls schnell zur Stammspielerin und bestritt in den folgenden beiden Spielzeiten 40 von 44 möglichen Partien in der 2. Bundesliga Nord, wobei ihr zwölf Tore gelangen.
Zur Spielzeit 2017/18 unterzeichnete die Mittelfeldspielerin einen Zweijahresvertrag beim Bundesligisten MSV Duisburg. Ihr Debüt in der höchsten deutschen Spielklasse feierte sie am 9. September 2017 (2. Spieltag) bei der 0:1-Heimniederlage gegen den 1. FFC Turbine Potsdam.

## Sonstiges
Richter studiert an der Ruhr-Universität Bochum Bauingenieurwesen und gehört dem Kader der Deutschen Studierenden-Nationalmannschaft an.